# Gephyromantis verrucosus
Espèce
Gephyromantis verrucosus est une espèce d'amphibiens de la famille des Mantellidae.

## Répartition
Cette espèce est endémique de Madagascar. Elle se rencontre jusqu'à environ 600 m d'altitude dans le sud-est du pays dans les environs de Vondrozo, d'Ikongo et dans la réserve spéciale de Manombo.

## Taxinomie
Cette espèce a été relevée de sa synonymie avec Gephyromantis boulengeri par Wollenberg, Glaw & Vences en 2012 où elle avait été placée par Guibé en 1950 et en 1978.

## Étymologie
Son nom d'espèce, du latin verrūcōsus, « qui a des verrues », lui a été donné en référence à sa peau granuleuse.

## Publication originale
- Angel, 1930 : Sur la validité du genre Gephyromantis (Batraciens) et diagnoses de deux espèces et d'une variété nouvelle de ce genre. Bulletin de la Société Zoologique de France, vol. 55, no 7, p. 548-553.